# Röblingen am See
Röblingen am See er en kommune i landkreis Mansfeld-Südharz i den tyske delstat Sachsen-Anhalt. Kommunen er administrationsby Verwaltungsgemeinschaft Seegebiet Mansfelder Land, der består af kommunerne Amsdorf, Aseleben, Dederstedt, Erdeborn, Hornburg, Lüttchendorf, Neehausen, Röblingen am See, Seeburg, Stedten og Wansleben am See.

## Geografie
Röblingen am See ligger ca. 12 km sydøst for Lutherstadt Eisleben.

### Bydele og landsbyer
- Neue Siedlung
- Oberröblingen
- Unterröblingen

## Weblinks
- Webseite der Gemeinde Röblingen Arkiveret 24. september 2008 hos  Wayback Machine
- Webseite for Verwaltungsgemeinschaftet
- Webseite mit Beiträgen zur Geschichte des Bahnbetriebswerkes Röblingen am See